# 獨立鄉 (克勒拉希縣)
44°17′N 27°9′E / 44.283°N 27.150°E
獨立鄉（羅馬尼亞語：Comuna Independența, Călărași），是羅馬尼亞的鄉份，位於該國南部，由克勒拉希縣負責管轄，處於布加勒斯特以東90公里，每年平均降雨量915毫米，海拔高度25米，2007年人口3,552。